# Florensky (månekrater)
Florensky er et nedslagskrater på Månen. Det befinder sig på Månens bagside og er opkaldt efter den sovjetiske geolog Kirill P. Florensky (1915 – 1982).
Navnet blev officielt tildelt af den Internationale Astronomiske Union (IAU) i 1985. 
Før det blev omdøbt af IAU, hed dette krater "Vernadskiy B".

## Omgivelser
Florenskykrateret er forbundet med den nordøstlige rand af det større Vernadskiykrater.

## Karakteristika
Kraterranden er stærkt eroderet og danner en irregulær ring omkring det ujævne indre